# Cañada del Tabaco
Cañada del Tabaco es una localidad del municipio de Santiago Ixcuintla, Nayarit. (México).

## Toponimia
Le pusieron así, porque el río Lerma-Santiago dejaba cañadas en su cauce y en las cañadas nacía el tabaco solo.

## Datos geográficos
Cuenta con una población de 1.796 habitantes, según el censo de 2000; su localización geográfica es: 21º42'35" N y 105º21'10" W, su altitud es de apenas 5 m s. n. m..
Su población se dedica en su mayoría a actividades primarias, que se basan en el cultivo de tabaco. Se produce también frijol negro jamapa, maíz, tomate verde, jitomate, jícama, sorgo, mango, limón, sandía y melón.
Dista unos 16 km de la cabecera municipal Santiago Ixcuintla, y unos 78 km de la capital del estado, Tepic.
Existe un albergue para trabajadores agrícolas temporales, que por lo general es ocupado en la temporada otoño-invierno, por indígenas coras, huicholes, tepehuanos y tlapanecos.
Cuenta con una plaza pública, jardín de niños, escuela primaria, telesecundaria, centro de salud y campos deportivos de béisbol y fútbol, canchas de voleibol y baloncesto.